# Ferdinandusa loretensis
Ferdinandusa loretensis är en måreväxtart som beskrevs av Paul Carpenter Standley. Ferdinandusa loretensis ingår i släktet Ferdinandusa och familjen måreväxter. Inga underarter finns listade i Catalogue of Life.